# Stopplaats Zijdewind
Stopplaats Zijdewind (geografische afkorting Zdw) is een voormalige stopplaats aan de staatslijn K tussen Amsterdam Centraal en Den Helder. De stopplaats was geopend van 1 oktober 1868 tot 15 mei 1938.

## Toekomst
Verschillende bewoners uit omliggende dorpen als Waarland, Nieuwe Niedorp en Winkel zouden graag zien dat het station wordt heropend. Het idee is genoemd in de gepresenteerde Omgangsvisie Noord-Holland 2050. Een belangrijk argument is de verbetering van het ov in het zuiden van de gemeenten Schagen en Hollands Kroon. Desondanks is er nog geen onderzoek gestart. 